# Megachile communis
Megachile communis är en biart som beskrevs av Morawitz 1875. Megachile communis ingår i släktet tapetserarbin, och familjen buksamlarbin. Inga underarter finns listade i Catalogue of Life.